# Laverne Eve
Laverne Eve (Nassau, 16 juni 1965) is een Bahamaanse atlete, die is gespecialiseerd in het speerwerpen. Vijfmaal nam ze deel aan de Olympische Spelen, maar won hierbij geen medailles. Ze werd meervoudig Bahamaans kampioene.

## Biografie
In 1988 nam Eve voor de eerste keer deel aan de Olympische Spelen van Seoel. Met een beste worp van 60,02 m kwam ze niet door de kwalificaties. In 1993 behaalde ze een bronzen medaille bij het kogelstoten op de Centraal-Amerikaanse en Caraïbische Spelen. Ze schakelde echter terug naar het speerwerpen en behaalde in deze discipline een zilveren medaille op de Pan-Amerikaanse Spelen.
Ook op de Olympische Spelen van 1996 en de Olympische Spelen van 2000 geraakte Eve niet door de kwalificatieronde.
In 2002 won Eve haar eerste internationale toernooi: met een worp van 58,46 won ze het speerwerpen op de Gemenebestspelen 2002.
Op de Olympische Spelen van 2004 in Athene bereikte Eve wel de kwalificatieronde. In de finale eindigde ze met een worp van 62,77 op een mooie zesde plaats.
In 2008 nam ze op 43-jarige leeftijd nog een vijfde maal deel aan de Olympische Spelen. Ze kwam opnieuw niet door de kwalificatieronde heen.

## Titels
- Bahamaans kampioene speerwerpen – 2000, 2001, 2002, 2003, 2004, 2005, 2006

## Persoonlijke records
Outdoor
| Onderdeel          | Prestatie | Datum            | Plaats                |
| ------------------ | --------- | ---------------- | --------------------- |
| kogelstoten        | 15,82 m   | 23 april 1994    | Baton Rouge           |
| discuswerpen       | 52,52 m   | 24 mei 1990      | Houston               |
| kogelslingeren     | 54,90 m   | 1 mei 1999       | Athens (Georgia)      |
| speerwerpen        | 63,73 m   | 22 april 2000    | Nashville (Tennessee) |
| hink-stap-springen | 17,02 m   | 14 februari 2004 | Fayetteville          |

## Palmares

### speerwerpen
- 1994: 7e Gemenebestspelen – 55,54 m
- 1995:  Pan-Amerikaanse Spelen – 61,28 m
- 1998:  Centraal-Amerikaanse en Caraïbische Spelen – 60,66 m
- 1999:  Pan-Amerikaanse Spelen – 61,24 m
- 2002:  Gemenebestspelen – 58,46 m
- 2003:  Pan-Amerikaanse Spelen – 60,68 m
- 2003: 8e WK – 59,60 m
- 2003: 4e Wereldatletiekfinale – 62,10 m
- 2004: 6e OS – 62,77 m
- 2004: 5e Wereldatletiekfinale – 59,85 m
- 2005: 10e WK – 57,10 m
- 2005: 4e Wereldatletiekfinale – 61,96 m
- 2006:  Gemenebestspelen – 60,54 m
- 2006:  Centraal-Amerikaanse en Caraïbische Spelen – 57,29 m
- 2007:  - Pan-Amerikaanse Spelen – 58,10 m
- 2007: 20e WK – 56,87 m

### kogelstoten
- 1993:  Centraal-Amerikaanse en Caraïbische Spelen – 15,35 m